# Microtus qazvinensis
Microtus qazvinensis е вид бозайник от семейство Хомякови (Cricetidae).

## Разпространение
Видът е разпространен в Иран.